# 哈蒙鎮區 (阿肯色州華盛頓縣)
哈蒙鎮區（英語：Harmon Township）是位於美國阿肯色州華盛頓縣的一個行政鎮區。

## 地方資料
哈蒙鎮區的面積為28.06平方千米，當中陸地面積為27.94平方千米，而水域面積為0.12平方千米。根據2010年美國人口普查的數據，當地共有人口1093人，而人口密度為每平方千米38.95人。